# Iwan Iwanowitsch Pochabow
Iwan Iwanowitsch Pochabow (russisch Иван Иванович Похабов; * etwa 1610; † 1667 oder 1668 im Ujesd Jenisseisk) war ein russischer Kosak in Sibirien des 17. Jahrhunderts.

## Leben
Pochabows Vater Iwan Alexandrowitsch Pochabow aus Weliki Ustjug war Strelizen-Hundertschaftsführer.
1642 befand sich Pochabow im Rang eines Moskauer Bojarensohns im Ostrog Jenisseisk. 1643 wurde er Kommandeur der Dubtschaskaja-Sloboda im Ujesd Jenisseisk. 1644 übernahm er das Kommando im Ostrog Bratsk an der Angara. 1646–1648 nahm er an der Expedition zum Baikalsee teil, bei der die Ostrogs Ossa und Kultuk (beim späteren Sljudjanka) eingerichtet wurden. Dann war er am Marsch nach Urga beteiligt und geleitete vier mongolische Botschafter nach Moskau. In der Folge nahm er weitere Kommandanten-Positionen in verschiedenen Ostrogs im Bereich Jenisseisk wahr und auch in Jenisseisk, das eine Festung geworden war.
1652–1654 nahm Pochabow an der neuen Baikal-Expedition mit Einrichtung eines Winterlagers am Irkut teil. 1656 reichte die Bauernschaft des Unteren Ostrog Bratsk in Jenisseisk eine Klage gegen den Bojarensohn Iwan Pochabow ein, in der Pochabow des Raubes und der Gewalttätigkeit beschuldigt wurde. Dank der Fürsprache des Bojarenbruders Grigori wurde Pochabow in den Ostrog Bratsk abgeordnet. 1658 kam es zum Aufstand der Burjaten an den rechten Nebenflüssen Ida und Ossa der Angara, ausgelöst durch die Gräueltaten Pochabows und seiner Leute. Pochabow war der alleinige Verwalter der Ostrogs Bratsk und Balagansk. Seine Leute zogen durch die burjatischen Ulus, raubten Besitz und Vieh, töteten Menschen nach Belieben und nahmen Frauen und Kinder gefangen mit, die sie für den eigenen Bedarf zu ihren Sklaven machten oder ihrem Anführer Pochabow übergaben. Burjatische Fürsten wurden nicht verschont. Pochabow war führend im Sklavenhandel mit Burjaten in Jenisseisk. 1659 flüchtete Pochabow in den Ostrog Ilim am rechten Angara-Nebenfluss Ilim.
Nach 1660 kehrte Pochabow in den Ujesd Jenisseisk zurück. Nach 1965 erhielt er einen Besitz von 268 Dessjatinen Land. Dort lebte er bis zu seinem Tod 1667 oder 1668. Er war zweimal verheiratet und hatte einen Sohn aus seiner zweiten Ehe.
Pochabows Namen trägt der Fluss Pochabicha, der bei Sljudjanka in den Baikalsee mündet. In den burjatischen Legenden kommt Pochabow als Bagaba-Khan vor.
Lange Zeit galt Pochabow als Gründer Irkutsks, so dass er dort anlässlich des 250. Jahrestags der Gründung der Stadt Irkutsk gefeiert wurde. Jedoch wiesen die Historiker Alexei Okladnikow und Alexei Kopylow Pochabows Verwandten Jakow Pochabow als Gründer des Ostrog Irkutsk nach.